# Kościół Świętych Apostołów Piotra i Pawła w Przemęcie
Kościół Świętych Apostołów Piotra i Pawła w Przemęcie – dawny kościół parafialny, obecnie cmentarny znajdujący się we wsi Przemęt, w powiecie wolsztyńskim, w województwie wielkopolskim. Część Przemętu, w której znajduje się kościół jest nazywana Świętopietrzem.
Kościół pod wezwaniem Piotra i Pawła istniał w Przemęcie już przed 1281. Od 1411 był własnością cystersów z Wielenia Zaobrzańskiego. Około 1600 roku gotycka świątynia uległa zniszczeniu. Pozostałą część murów wykorzystano przy odbudowie z inicjatywy Bartłomieja Andrzejowicza i Jakuba Wojtynowicza w roku 1650. Kolejna przebudowa miała miejsce w roku 1773 lub 1775. Po przebudowach reprezentuje styl późnorenesansowy (zwłaszcza wschodni szczyt) z pozostałymi elementami gotyckimi. Wyposażenie wnętrza jest zaś rokokowe i pochodzi z 1770 roku.
Przy kościele znajduje się cmentarz.

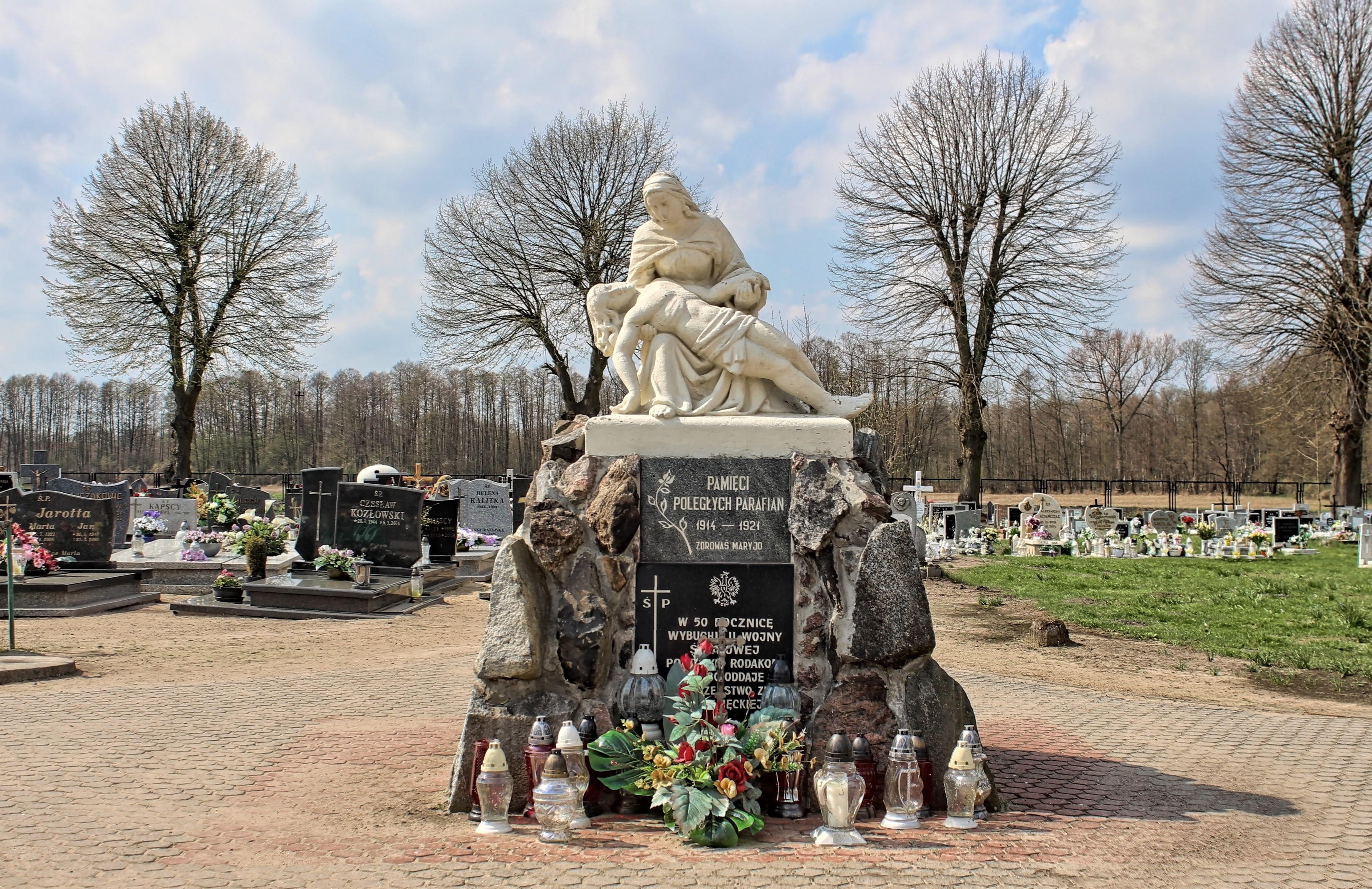
Cmentarz